# Sparkasse Wittenberg
Die Sparkasse Wittenberg ist ein öffentlich-rechtliches Kreditinstitut mit Sitz in der Lutherstadt Wittenberg in Sachsen-Anhalt. Ihr Geschäftsgebiet erstreckt sich auf den gesamten Landkreis Wittenberg.

## Organisationsstruktur
Die Sparkasse Wittenberg ist eine Anstalt des öffentlichen Rechts. Rechtsgrundlagen sind das Sparkassengesetz des Landes Sachsen-Anhalt und die durch den Landkreis Wittenberg als Träger erlassene Satzung. Organe der Sparkasse sind der Vorstand und der Verwaltungsrat. Neben einer 100%igen Tochtergesellschaft, der S-Immobilien GmbH, ist sie an verschiedenen Unternehmen, vornehmlich aus der S-Finanzgruppe, direkt oder indirekt beteiligt, wie z. B. der NordLB, der LBS Ost etc.

## Geschäftsausrichtung
Die Sparkasse Wittenberg betreibt als Sparkasse das Universalbankgeschäft. Sie ist Marktführer in ihrem Geschäftsgebiet. 
Die Sparkasse Wittenberg ist Teil der Sparkassen-Finanzgruppe und gehört damit auch ihrem Haftungsverbund an. Sie vermittelt Bausparverträge der LBS Ostdeutsche Landesbausparkasse, Investmentfonds der Deka-Bank und Versicherungen der Öffentlichen Versicherungen Sachsen-Anhalt. Im Bereich des Leasinggeschäftes bietet die Sparkasse Wittenberg Produkte mit der Deutschen Leasing zusammen an.

## Geschichte
Die Gründung der Sparkasse Wittenberg als Kreissparkasse Wittenberg wurde am 10. März 1824 vom Stadtrat beschlossen.
Heute ist das Geschäftsgebiet der Sparkasse Wittenberg der Landkreis Wittenberg. Zwischenzeitlich wurde durch die Fusion mit der Kreissparkasse Jessen im Jahr 1994 sowie der Übertragung von Teilen der Kreissparkasse Anhalt-Ost und Geschäftsstellenübertragung aus dem Geschäftsgebiet der Kreissparkasse Anhalt-Bitterfeld in den Jahren 1996 und 2009 den entsprechenden Gebietsreformen Rechnung getragen.

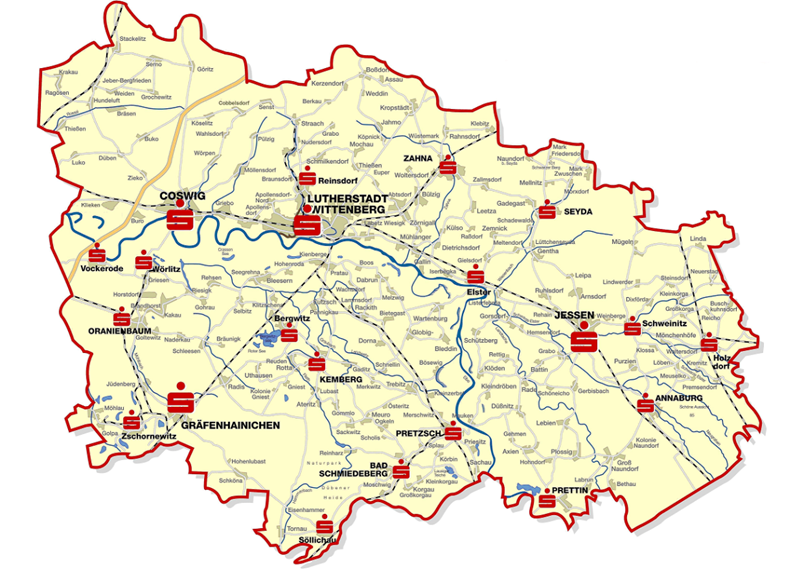
Geschäftsgebiet der Sparkasse Wittenberg

## Gesellschaftliches Engagement
Die Sparkasse Wittenberg stellt jährlich ca. 800.000 Euro für gemeinnützige Zwecke im Landkreis zur Verfügung. Diese Spenden dienen maßgeblich dazu, ehrenamtliches Engagement in Vereinen zu unterstützen.
Sport und Kultur für Kinder und Jugendliche in Vereinen werden verstärkt gefördert.
Im Jahr 2007 wurde die Stiftung der Sparkasse Wittenberg gegründet, die, gemäß ihrer Satzung, gezielt weitere finanzielle Mittel für gemeinnützige Zwecke im Landkreis Wittenberg zur Verfügung stellt.